# Brooke Ashley
Brooke Ashley (Daegu, Corea del Sur; 5 de mayo de 1973) es una actriz pornográfica surcoreana.

## Biografía
Se tiene constancia de que a la edad de 16 años participó en el concurso de Miss Adolescente en Kansas City (USA).
A los 17 años se trasladó a Florida, donde trabajó como bailarina erótica y streeper para más tarde, en diciembre de 1991, entrar en el negocio de la pornografía.
Ashley dejó la industria del entretenimiento para adultos en marzo de 1998, después de conocer que estaba infectada con el virus del sida. Sin embargo, volvió a rodar porno en dos ocasiones más; la primera en 1999, para filmar la película American Bukkake 1, film en el cual no debía practicar relaciones sexuales, sino limitarse a recibir en su rostro las eyaculaciones de un grupo de hombres; la segunda vez fue en la producción Dirty Debutantes 328 de julio de 2005, en la cual practicaba sexo con su pareja sentimental Edie Wood, también portador del VIH.
El mayor hito en la carrera de esta actriz fue obtener el récord mundial tras mantener sexo anal con 50 hombres, escena rodada para la película The World's Biggest Anal Gangbang en 1998. Ashley mantuvo el récord hasta hace poco, pero recientemente la actriz porno Victoria Givens superó ese registro con 101 hombres.
Por otro lado, Brooke Ashley fue la protagonista de uno de los episodios del programa Vida Real, producido por la cadena norteamericana MTV. En dicho episodio se realizaba, en forma documental, un recorrido por la industria pornográfica.

## Polémica
Si existe un acontecimiento polémico en la vida de esta actriz, ese es sin duda alguna, su contagio de VIH. A Brooke Ashely le diagnosticaron el positivo en una prueba rutinaria en marzo de 1998 y parece claro que la persona que la infectó debió ser uno de los participantes en el film The World's Biggest Anal Gangbang. (Marc Wallice, se rumorea contagio a varias actrices ya que mantuvo oculta su condición por casi 2 años. Las actrices involucradas serían Brooke Ashley, Tricia Devereaux, Caroline, Jordan McKnigth, Barbara Doll y Kimberly Jade).